# Circus Roncalli

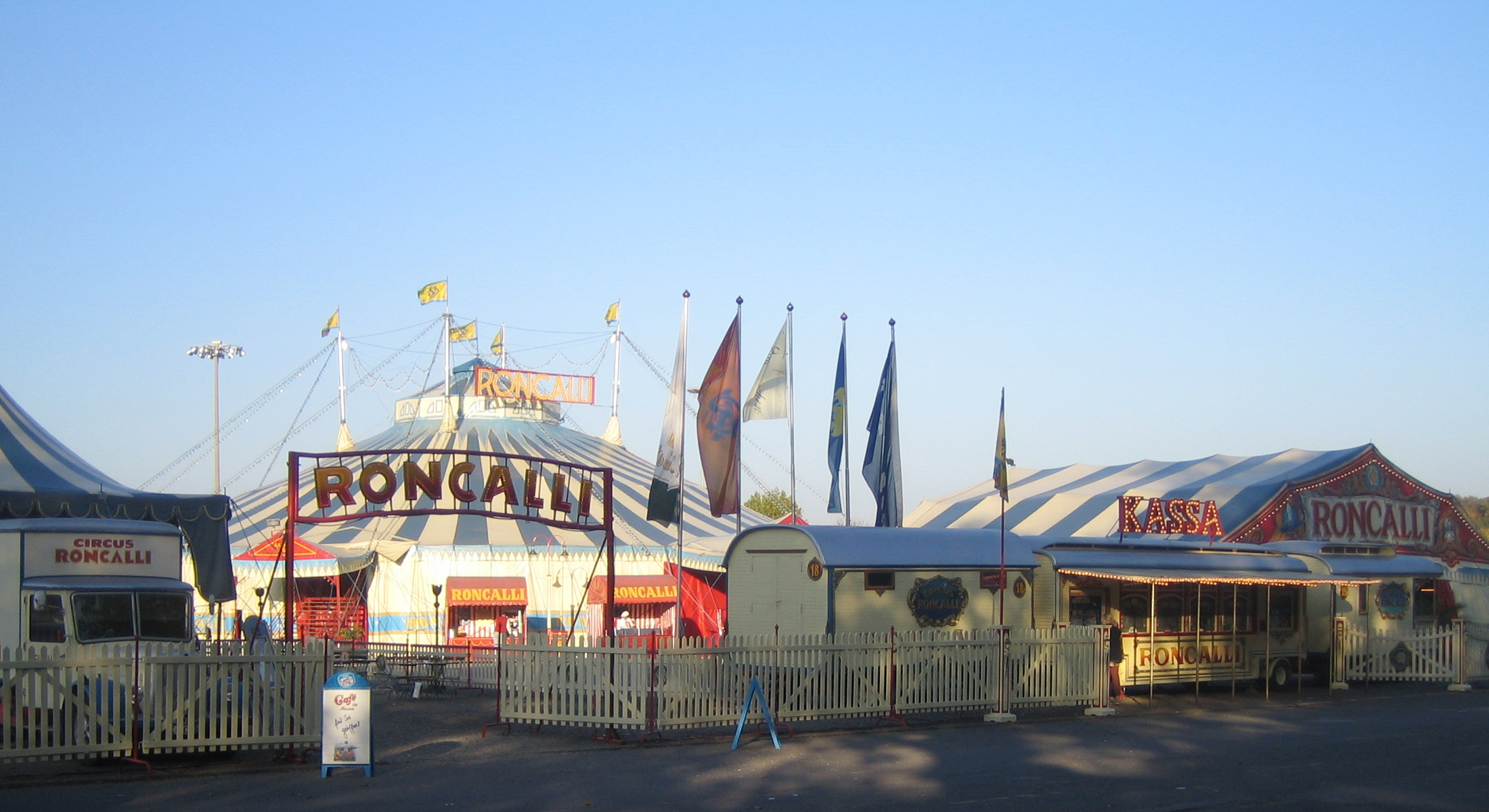
Circus Roncalli (2005)

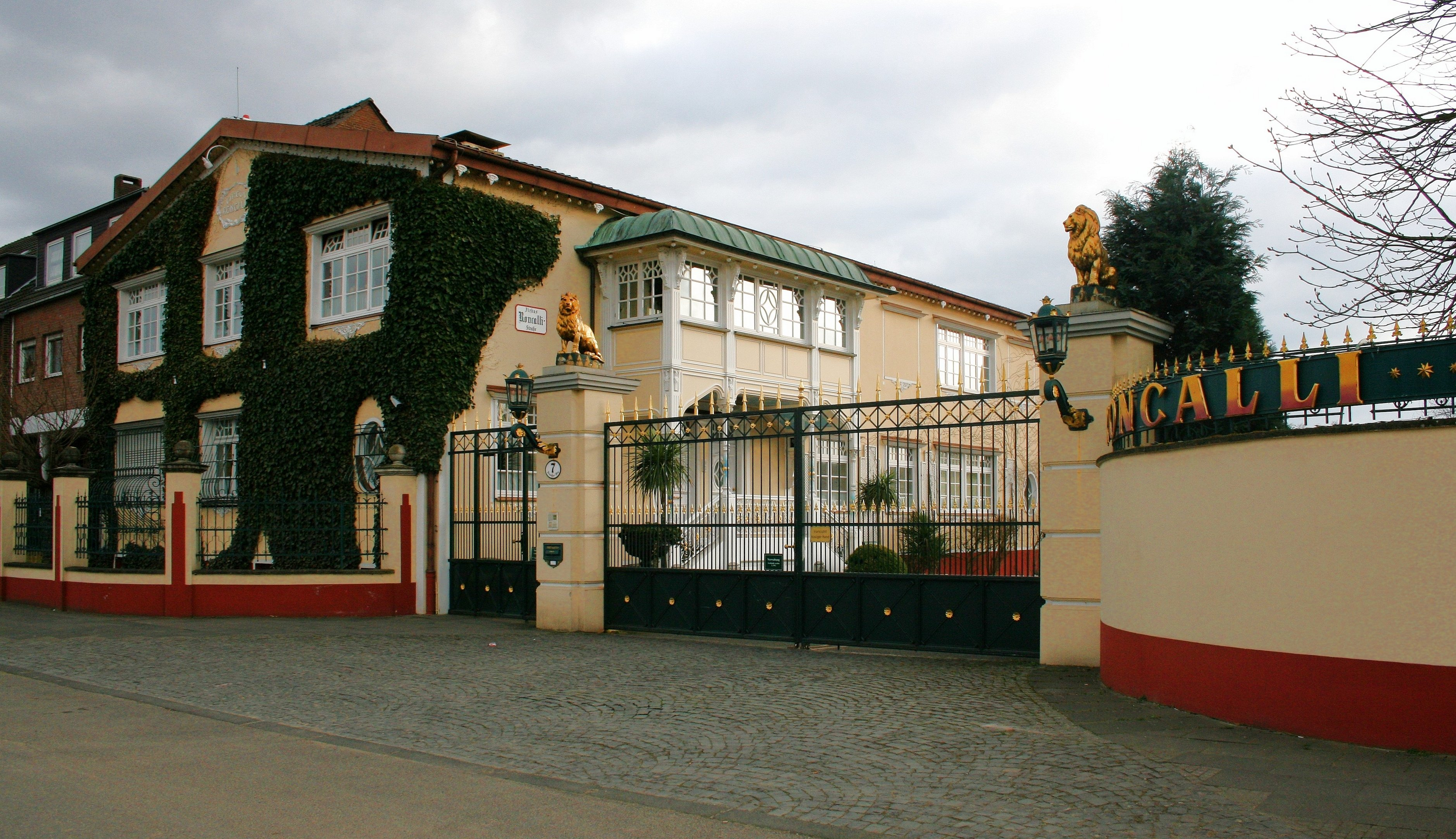
Winterverblijf in Keulen-Mülheim (2009)

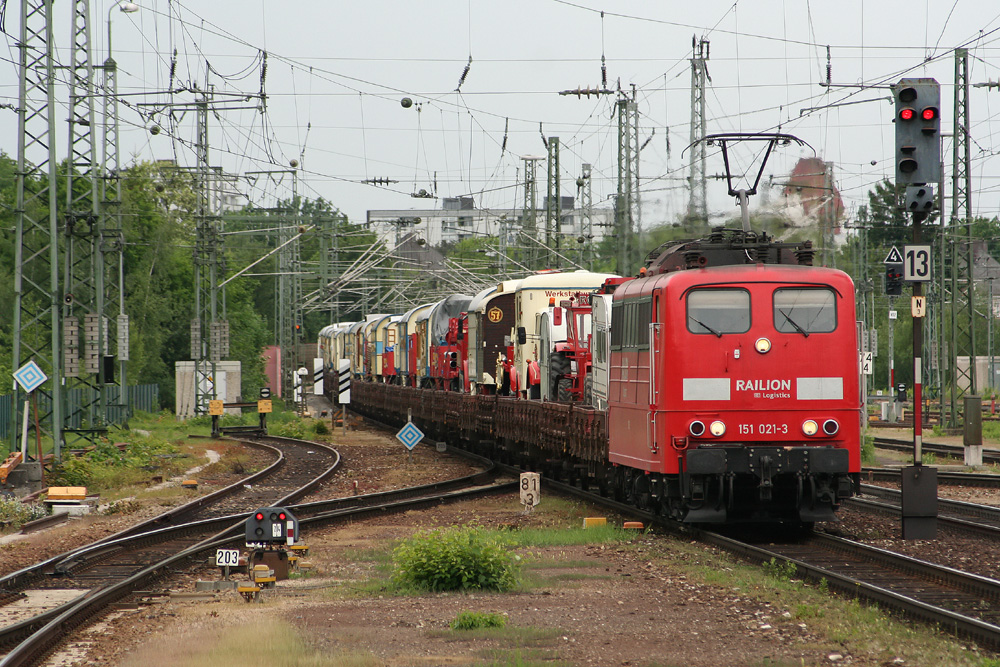
Circus Roncalli wordt met de trein getransporteerd.

Circus Roncalli is een Duits circus dat in 1976 door Bernhard Paul en André Heller werd opgericht. Volgens Bernhard Paul werd de naam van het circus geïnspireerd door een filmscript van mede-Oostenrijker Peter Hajek, genaamd "Sarah Roncalli, Tochter des Mondes" (Sarah Roncalli, dochter van de maan).

## Geschiedenis
De eerste uitvoering van het circus vond plaats op 8 mei 1976 op de Hofgartenwiese in Bonn, en de gehele tour eindigde op 16 augustus van hetzelfde jaar in München. Na het eerste seizoen waren de twee oprichters het oneens over het concept en de rechten, waardoor de volgende voorstelling (4 juni 1980 in Comologno), alleen door Bernhard Paul werd geregisseerd. Sindsdien heeft het circus zowel in Duitsland als het buitenland opgetreden. Bij de buitenlandse optredens behoort ook het eerste optreden van een West-Duits circus in de Sovjet-Unie, in 1986.

## Het Roncalli Museum
Bernhard Paul is de eigenaar van een van de grootste collecties van circusattributen, waaronder oude kostuums, circusboeken en posters, die hij van plan is in een museum tentoon te stellen.

## Projecten
Circus Roncalli heeft meegedaan aan verschillende projecten:
- De "Höhner rockin Roncalli Show" was een tour waarbij werd samengewerkt met muziekgroep De Höhner.
- Bij "Circus meets Classic" werden de artiestenoptredens begeleid door muzikanten uit verschillende symfonieorkesten.
- Er werden verschillende optredens verzorgd met muziekgroep the Kelly Family, zowel in 2003 en 2004 (Phantasie verboten) en in 2005 en 2006 ("Music meets Circus - Circus meets Music").
- In december en januari worden sinds 2004 in Berlijn kerstvoorstellingen gegeven, onder het motto Roncalli Weihnachtscircus (Weihnacht is Duits voor kerst).

## Transport
Bernhard Paul prefereert vervoer via het spoor, wat steeds moeilijker wordt, omdat bepaalde faciliteiten van de Deutsche Bahn niet meer in gebruik zijn.

## Verantwoording
Deze pagina is een vertaling van de Engelstalige versie van dit artikel.